# Amintore Fanfani
Amintore Fanfani (phát âm tiếng Ý: [aˈmintore faɱˈfaːni]; 6 tháng 8 năm 1908 – 20 tháng 11 năm 1999) là chính khách người Ý và là Thủ tướng Ý 5 lần không liên tiếp. Ông được biết là một trong những chính trị gia tốt nhất sau Thế chiến thứ hai, và là nhân vật lịch sử của phe cánh tả (thân xã hội chủ nghĩa) của Dân chủ Thiên chúa giáo; ông còn được xem là một trong những người thành lập phe cánh tả Ý.